# Epirus (provincie)
Epirus, vanaf 297 Epirus Vetus geheten, was een Romeinse provincie, die bestond van 108 tot de 5e eeuw. Zij omvatte het oude gebied van Epirus en het zuidelijk aangrenzende Akarnanië.

## Voorgeschiedenis

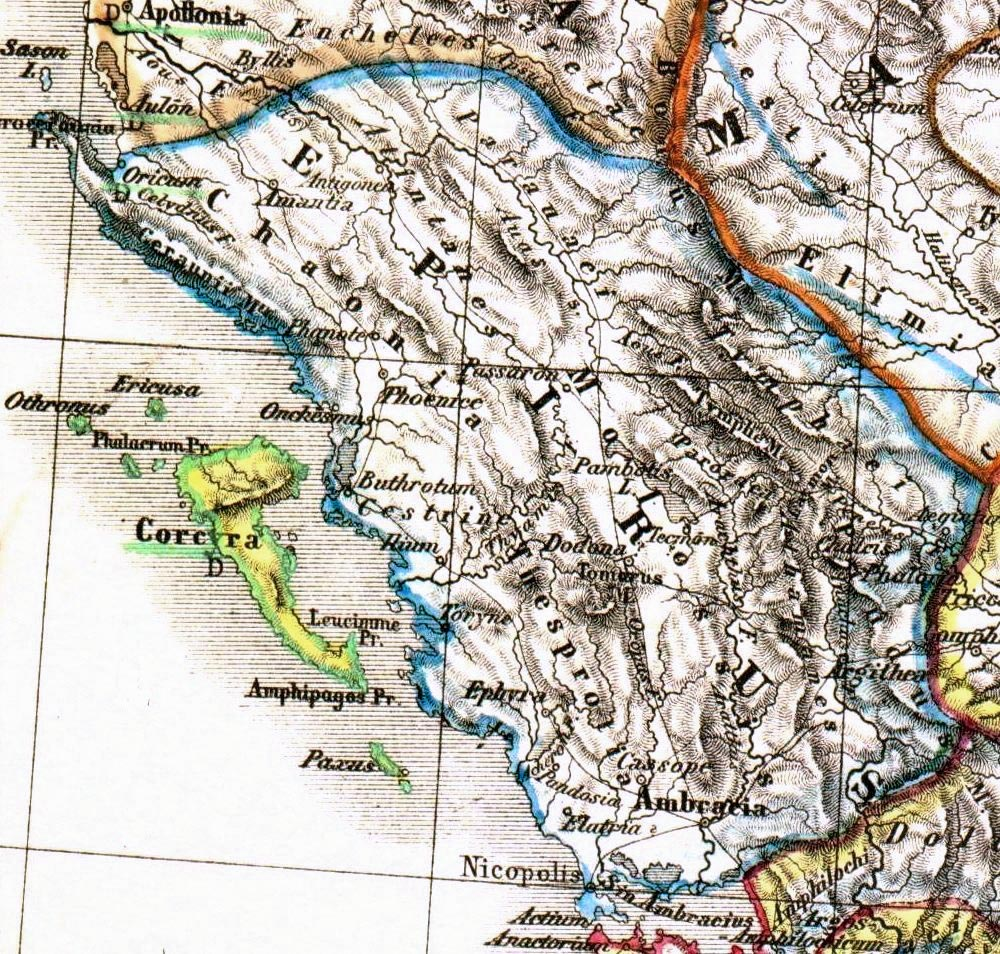
Epirus in de Oudheid

Na de Romeinse bezetting van Epirus in het jaar 148 v.Chr. werd het land bij de nieuw gevormde provincie Macedonia aangesloten. Na 27 v.Chr. behoorde Epirus tot de provincie Achaea. De graecofiele keizer Nero verklaarde het land net zoals de andere Griekse gebieden "vrij" en hief het provinciebestuur op. Ten laatste onder Trajanus, wellicht in 108, werd uiteindelijk de keizerlijke provincie Epirus ingericht.

## Epirus Vetus

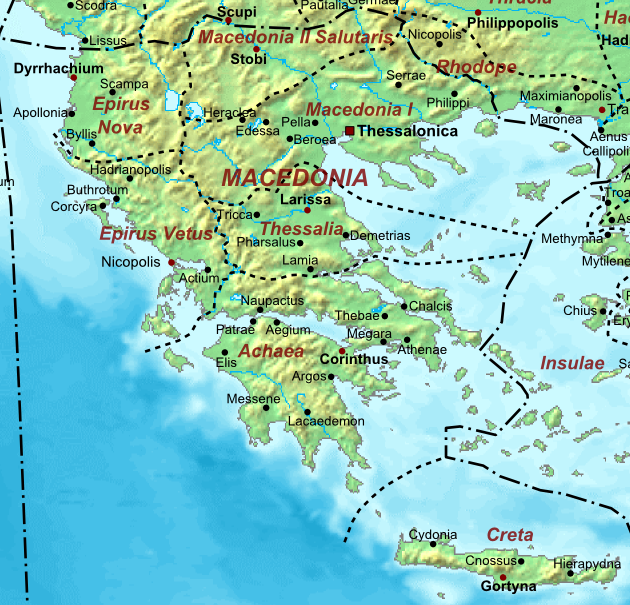
Epirus Vetus en Epirus Nova (400).

Keizer Diocletianus kwam in 297 met zijn provinciale herindeling, waarbij hij de grenzen van Epirus ongemoeid liet, al hernoemde hij het tot Epirus Vetus ("Oud-Epirus") ter onderscheid van de nieuwe provincie Epirus Nova ("Nieuw-Epirus") die hij aan de noordgrens stichtte. Ook werd Nicopolis de nieuwe hoofdstad nadat Buthrotum in de 3e eeuw door een aardbeving grotendeels was verwoest.
In de 9e eeuw werd de provincie Epirus Vetus vervangen door het Byzantijnse thema Nikopolis.
Achaea · Alexandria et Aegyptus · Africa · Alpes Cottiae · Alpes Maritimae · Alpes Poeninae · Arabia Petraea · Armenia Inferior · Asia · Britannia · Cappadocia · Cilicia · Corsica · Creta · Cyprus · Cyrenaica · Dacia · Dalmatia · Epirus · Galatia · Gallia (Aquitania · Belgica · Lugdunensis · Narbonensis) · Germania (Inferior · Superior) · Hispania (Baetica · Lusitania · Tarraconensis) · Italia · Iudaea · Lycaeonia · Lycia · Macedonia · Mauretania (Caesariensis · Tingitana) · Moesië (Inferior · Superior) · Noricum · Numidia · Pannonia (Inferior · Superior) · Pamphylia · Pisidia · Pontus et Bithynia · Raetia · Sardinia · Sicilia · Syria · Thracia

Tijdelijke bezettingen: Germania (7-9 n.Chr.) · Armenia (114-117 n.Chr.) · Assyria (116-117 n.Chr.) · Mesopotamia (115-117 n.Chr.)